# Куликов, Александр Иванович
Александр Иванович Куликов (род. 20 апреля 1951, Москва) — советский хоккеист, защитник, тренер. Мастер спорта СССР (1974).

## Биография
Родился в Москве 20 апреля 1951 года
В 1964 году начал выступать за ДЮСШ ЦСКА. С 1968 года играл за разные советские хоккейные клубы. Обладал мощнейшим броском. С 1975 по 1976 год входил в состав сборной СССР, за которую провёл пять матчей. В 1976 году участвовал в Кубке Канады. С 1987 по 1990 год выступал в качестве играющего тренера в архангельском «Спартак». С 1990 по 1991 год входил в состав шведского «Шеллефтео». С 1991 по 1992 годы играл за венгерский «Ференцварош».

## Достижения
- 1974 — вошел в список 34-х лучших хоккеистов СССР
- 1975 — вошел в список 34-х лучших хоккеистов СССР
- 1979 — бронзовый призёр чемпионата СССР
- 1981 — серебряный призёр чемпионата СССР
- 1980 — бронзовый призёр чемпионата СССР

## Статистика выступлений за сборную
| Год  | Сборная | Турнир       | Место  |   | И | Г | П | О | Штр |
| ---- | ------- | ------------ | ------ | - | - | - | - | - | --- |
| 1976 | СССР    | Кубок Канады | Бронза | 3 | 0 | 1 | 1 | 2 |     |